# О’Нил, Патрик (актёр)
Патрик Висдом О’Нил (англ. Patrick Wisdom O'Neal; 26 сентября 1927, Окала, Флорида — 9 сентября 1994, Манхэттен, Нью-Йорк) — американский актёр и ресторатор.

## Ранние годы
О’Нил родился в Окале, штат Флорида, в семье Марты и Кока О'Нил. Он учился в военной академии Риверсайд в Гейнсвилле, штат Джорджия, и средней школе Окалы. После окончания школы он поступил в Университет Флориды в Гейнсвилле, где получил специализацию в драматургии. Во время учебы в колледже О’Нил присоединился к театральной труппе «Florida Players». Он также являлся членом братства «Sigma Alpha Epsilon» и был редактором университетского ежегодника. Получив степень бакалавра, О'Нил поступил на службу в Военно-воздушные силы США и служил во время Корейской войны. Во время войны снимал короткие обучающие фильмы. После 15 месяцев службы он переехал в Нью-Йорк и учился в Актёрской студии и Районной театральной школе.

## Карьера
В течение четырех десятилетий, начиная с 1950-х годов, О’Нила видели преимущественно как приглашенную звезду на телевидении. В начале 1960-х годов он получил похвалу критиков за главную роль на Бродвее в пьесе Теннесси Уильямса «Ночь игуаны», но главную роль в фильме 1964 года получил Ричард Бертон. В 1969 году он сыграл главную роль в фильме Джона Хьюстона «Кремлевское письмо» и роль второго плана в вестерне «Кондор». Он появился в популярном фильме 1973 года «Встреча двух сердец». В 1972 году он сыграл архитектора-убийцу в эпизоде «Проект убийства» в телесериале «Коломбо», а в 1978 году в том же шоу он сыграл руководителя телевизионной сети в эпизоде «Сделайте мне идеальное убийство». В 1990 году он сыграл коррумпированного полицейского комиссара Кевина Квинна в фильме Сидни Люмета «Вопросы и ответы».
Вместе с женой и братом Майклом был совладельцем ряда успешных ресторанов, начиная с 1963 года, в частности The Ginger Man на Западной 64-й улице (позже переименован в O'Neal's); O'Neal's на Западной 57-й улице, на короткое время ставший флагманом сети; The Landmark Tavern на 11-й авеню; и O'Neal's Saloon на углу 63-й Вест-стрит и Коламбус авеню, вскоре переименованный в O'Neal's Baloon (поскольку слово Saloon было запрещено во время действия сухого закона, но неоновая вывеска для Saloon уже была создана). Все они были расположены на западной стороне Манхэттена.

## Личная жизнь
О’Нил женился на актрисе Синтии Бакстер в 1956 году. У них было двое сыновей, Максимилиан и Фитцджон, и они оставались женатыми до смерти О'Нила.

## Смерть
О’Нил умер 9 сентября 1994 от дыхательной недостаточности в католическом медицинском центре Святого Винсента на Манхэттене, не дожив 17 дней до своего 67-летия. К моменту смерти он также болел раком легких и туберкулезом.

## Выступления на Бродвее
- «Далекая страна[англ.]» (апрель-ноябрь 1961)
- «Ночь игуаны» (декабрь 1961-сентябрь 1962)

## Фильмы

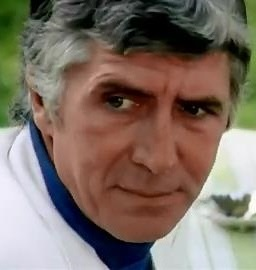
О’Нил в фильме Степфордские жёны (1975)

- Безумный фокусник[англ.] (1954) - лейтенант Алан Брюс
- Черный щит Фолуорта[англ.] (1954) - Уолтер Блант
- С террасы[англ.] (1960) - доктор Джим Ропер
- Повод к поучению[англ.] (1961) - Алан Кеннебек
- Кардинал (1963) - Сесил Тернер
- По методу Харма[англ.] (1965) - командир Нил Оуинн
- Король крыс[англ.] (1965) - Макс
- Страшное безумие[англ.] (1966) - доктор Оливер Уэст
- Альварес Келли[англ.] (1966) - майор Альберт Стедман
- Комната ужасов[англ.] (1966) - Джейсон Краватт (он же Джейсон Кэролл)
- Бесподобный[англ.] (1967) - Перри «Бесподобный» Листон
- Задание на убийство[англ.] (1968) - Ричард Каттинг
- А где был ты, когда погас свет?[англ.] (1968) - Питер Гаррисон
- Тайная жизнь американской жены[англ.] (1968) - Том Лейтон
- Охрана замка (1969) - капитан Лайонел Бекман
- Стилет[англ.] (1969) - Джордж Бейкер
- Письмо из Кремля (1970) - Чарльз Рун
- Кондор[англ.] (1970) - Чавес
- Корки[англ.] (1972) - Рэнди
- Тихая ночь, кровавая ночь[англ.] (1972) - Джон Картер
- Встреча двух сердец (1973) - Джордж Биссинджер
- Убить короля (1974) - Дэвид Говард
- Степфордские жёны (1975) - Дейл Коба
- Вкусная дрянь (1985) - Флетчер
- Каков отец, таков и сын (1987) - доктор Ларри Армбрустер
- Нью-йоркские истории (1989) - Филип Фаулер (отрывок: «Уроки жизни»)
- Вопросы и ответы (1990) - Кевин Куинн
- Элис (1990) - отец Элис
- Для наших ребят (1991) - Шепард
- В осаде (1992) - капитан Адамс

### Телевидение
- The Pepsi-Cola Playhouse (1 эпизод, 1954)
- Appointment with Adventure (2 эпизода, 1955-1956)
- Dick and the Duchess (25 эпизода, 1957-1958) - Дик Старретт
- Шаг за грань[англ.] (1 эпизод, 1959) - Митчелл Кэмпион
- Diagnosis: Unknown (3 эпизода, 1960) - доктор Даниэль Кофе
- The Millionaire (эпизод: «История Элизабет Тандер», 1960) - Дэвид Стивенс
- Обнаженный город[англ.] (1 эпизод, 1962) - Рой Прессфилд
- Сумеречная зона (эпизод: «Небольшой глоток из определенного фонтана», 1963) - Хармон Гордон
- Альфред Хичкок представляет (1 эпизод, 1964) - Джордж Максвелл
- Route 66 (1 эпизод, 1963: «То же изображение, другой кадр», - Эрик
- За гранью возможного (эпизод: "Волк 359", 1964) - Джонатан Меридит
- Ночная галерея[англ.] (1 эпизод, 1971) - Джастус Уолтерс (отрывок: «Боязнь пауков»)
- Макклауд[англ.]  (2 эпизода, 1971-1972) - Алекс Демарест / Артур Йерби
- Коломбо (2 эпизода, 1972-1978) - Фрэнк Флэнаган / Эллиот Маркхэм
- Кеннон[англ.] (1 эпизода, 1972) - Арло Хемминг
- Доктор Маркус Уэлби (1 эпизод, 1972) - доктор Валентин Петерсон
- The Doris Day Show (3 эпизода, 1972-1973) - Джонатан Раск
- Барнаби Джонс[англ.] (3 эпизода, 1973-1976) - Коулман Ривз / Фрэнк Кэбот / Чарльз Мэнли Уилинг
- Триллер[англ.] (1 эпизод, 1974) - Майкл Лейн
- Менялы (мини-сериал, 1976) - Гарольд Остин
- Каз[англ.] (23 эпизода, 1978-1979) - Сэмюэл Беннетт
- Эмералд-Пойнт (9 эпизодов, 1983) - Харлан Адамс
- Непридуманные истории (1 эпизод, 1984) - Саттон
- Она написала убийство (1 эпизод, 1985) - Си Пэрриш
- Перри Мейсон возвращается (телевизионный фильм, 1985) - Артур Гордон
- Maigret (телевизионный фильм, 1988) - Кевин Портман
- Перри Мейсон: Дело глубокого скандала (телевизионный фильм, 1993) - Артур Уэстбрук (последняя роль в кино)